# Torneo Copa de Campeones 1999
El Torneo Copa de Campeones 1999 fue la tercera edición del Torneo Copa de Campeones. Se disputó en la Ciudad de La Rioja, Argentina, del 8  al 10 de septiembre de 1999 en el Poliderpotivo Carlos Saúl Menem.
Se coronó como campeón el club Atenas de Córdoba, por segunda vez consecutiva.

## Desarrollo del torneo
La tercera edición reunió al último campeón de la Liga Nacional de Básquet, Atenas de Córdoba, el tricampeón Ferro Carril Oeste, los campeones Independiente de General Pico, Boca Juniors y Peñarol de Mar del Plata, y el equipo local Andino Sport Club.
|  | Primera Jornada  | Primera Jornada  | Primera Jornada  |        |    | Semifinales | Semifinales  | Semifinales  |              |                  | Final            | Final  | Final |  |
|  |                  |                  |                  |        |    |             |              |              |              |                  |                  |        |       |  |
|  |                  |                  |                  |        |    |             |              |              |              |                  |                  |        |       |  |
|  |                  |                  |                  |        |    |             |              |              |              |                  |                  |        |       |  |
|  |                  |                  |                  |        |    |             |              |              |              |                  |                  |        |       |  |
|  |                  |                  |                  |        |    |             |              |              |              |                  |                  |        |       |  |
|  |                  | Independiente GP | Independiente GP | 75     |    |             |              |              |              |                  |                  |        |       |  |
|  |                  |                  |                  | 75     |    |             |              |              |              |                  |                  |        |       |  |
|  |                  |                  | Andino           | Andino | 66 |             |              |              |              |                  |                  |        |       |  |
|  | Peñarol          | Peñarol          | Andino           | Andino | 66 | 77          |              |              |              |                  |                  |        |       |  |
|  | Peñarol          | Peñarol          |                  |        |    |             |              |              |              |                  |                  |        |       |  |
|  | Independiente GP | Independiente GP | 84               |        |    |             |              |              |              |                  |                  |        |       |  |
|  | Independiente GP | Independiente GP | 84               |        |    |             |              |              |              | Independiente GP | Independiente GP | 75     |       |  |
|  |                  |                  |                  |        |    |             |              |              |              | Independiente GP | Independiente GP | 75     |       |  |
|  |                  |                  | Atenas           | Atenas | 88 |             |              |              |              |                  |                  |        |       |  |
|  |                  |                  | Atenas           | Atenas | 88 |             |              |              |              |                  |                  |        |       |  |
|  |                  |                  |                  |        |    |             |              |              |              |                  |                  |        |       |  |
|  |                  |                  |                  |        |    |             |              |              |              |                  |                  |        |       |  |
|  |                  | Atenas           | Atenas           | 69     |    |             | Tercer lugar | Tercer lugar | Tercer lugar |                  |                  |        |       |  |
|  |                  |                  |                  | 69     |    |             | Tercer lugar | Tercer lugar | Tercer lugar |                  |                  |        |       |  |
|  |                  |                  | Ferro            | Ferro  | 54 |             |              |              |              |                  |                  |        |       |  |
|  | Ferro            | Ferro            | Ferro            | Ferro  | 54 | 79          |              |              | Ferro        | Ferro            | 79               |        |       |  |
|  | Ferro            | Ferro            |                  |        |    |             |              |              | Ferro        | Ferro            | 79               |        |       |  |
|  | Boca Juniors     | Boca Juniors     | 66               |        |    |             |              |              |              |                  | Andino           | Andino | 81    |  |
|  | Boca Juniors     | Boca Juniors     | 66               |        |    |             |              |              |              |                  | Andino           | Andino | 81    |  |
|  |                  |                  |                  |        |    |             |              |              |              |                  |                  |        |       |  |

### Quinto Puesto
| 10 de septiembre |    |
| Boca Juniors     | 79 |
| Peñarol          | 70 |

Atenas

Campeón

2.do título